# إدوارد جون فيلبس
إدوارد جون فيلبس (بالإنجليزية: Edward John Phelps) هو محامي ودبلوماسي أمريكي، ولد في 11 يوليو 1822 في ميدلبوري في الولايات المتحدة، وتوفي في 9 مارس 1900 في نيو هيفن في الولايات المتحدة.